# Heaven Hill

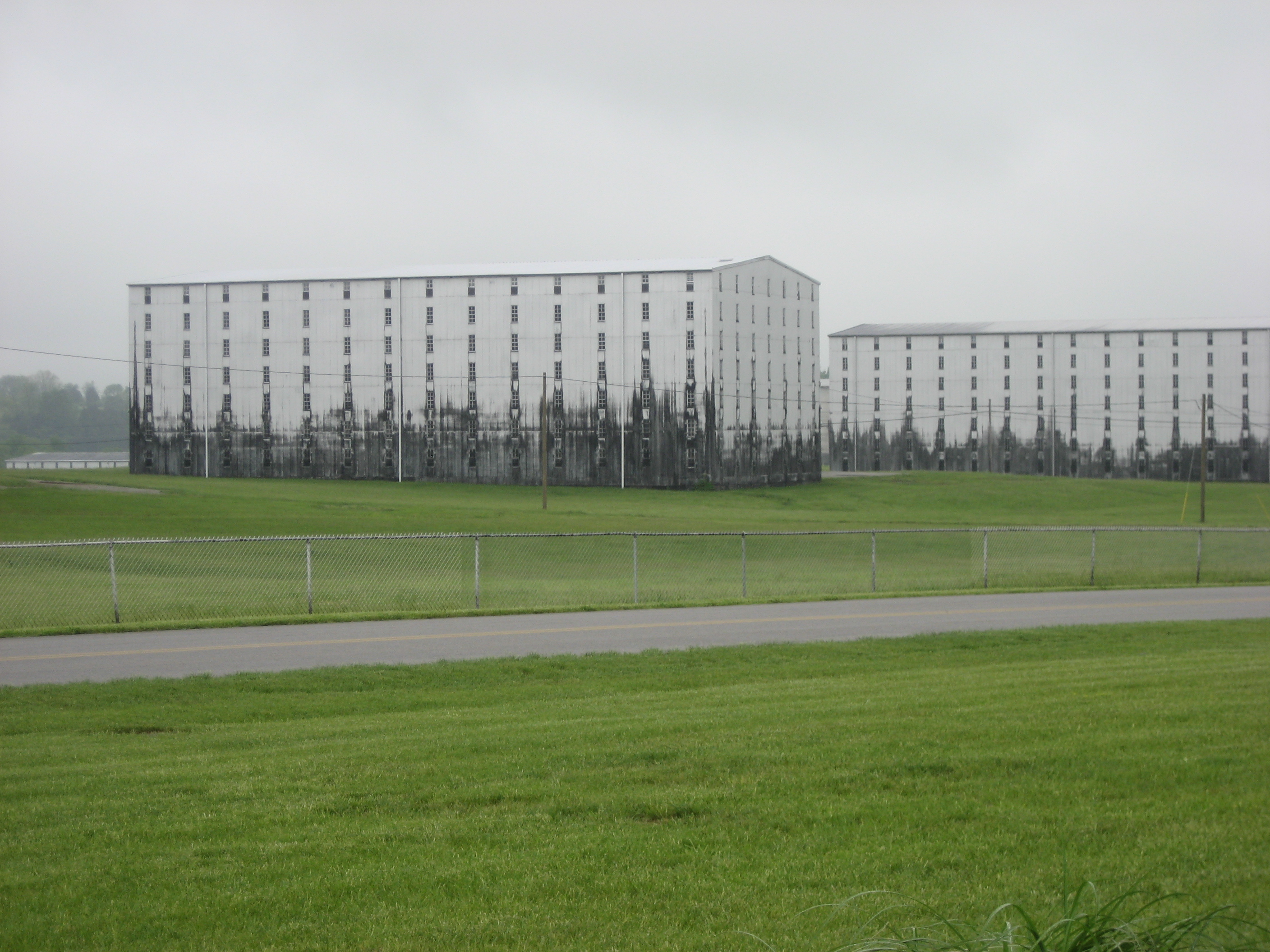
Heaven-Hill-Lagerhäuser

Heaven Hill Distilleries, Inc. ist eine US-amerikanische Whiskey-Brennerei in Bardstown, Kentucky und Louisville, Kentucky. Das Unternehmen in Familienbesitz stellt vor allem Bourbon Whiskey her. International bekannteste Marken sind Elijah Craig und Evan Williams. Heaven Hill ist der einzig verbliebene größere Produzent von Corn Whiskey in den Vereinigten Staaten und produziert Whiskey im Auftrag für mehrere Unternehmen, die über keine eigene Destillerie verfügen.

## Geschichte
Eine erste Heaven Hill Distillery in Kentucky entstand im Jahr 1890. Das jetzige Unternehmen wurde allerdings 1935, direkt nach dem Ende der Prohibition in den Vereinigten Staaten gegründet. Die Gründer waren fünf Brüder aus der Familie Shapira, deren Nachfahren noch heute das Unternehmen gehört. Die Brüder Shapira hatten keine Erfahrung im Spirituosen-Geschäft, besaßen allerdings eine erfolgreiche Kette von Warenhäusern in Kentucky. Erster Master Distiller und damit inhaltlich verantwortlich für den Whiskey war Harry Beam aus der Jim-Beam-Familie, dem sein Sohn Joe Beam nachfolgte. Bisher waren alle Master Distiller von Heaven Hill Mitglieder des Jim-Beam-Clans.
Heaven Hill begann mit zwei eigenen Marken, Heaven Hill und Bourbon Falls, verkaufte aber auch Whiskey an andere Hersteller und Weiterverkäufer, die diesen unter eigenem Namen Abfüllen und verkaufen konnten. Gleichzeitig kaufte Heaven Hill im Laufe der Jahrzehnte diverse Whiskey-Marken auf, deren Betreiber aus dem Geschäft ausstiegen und bewahrte so eine Reihe von Traditionsmarken vor dem Verschwinden.
Am 7. November 1996 brannten die Produktionsanlagen und sieben der damals 44 vorhandenen Lagerhäuser von Heaven Hill, nieder. Das Feuer, das Produktionsanlagen und Lagerhäuser umfasste, zerstörte unter anderem auch 340.000 Liter Whiskey, der dort lagerte. Einzig der Hefestam, den Heaven Hill seit 1935 benutzt, konnte gerettet werden.
Der damals verbrannte Whiskey umfasste etwa 2 % des damals weltweit vorhandenen Bourbons. Die Destillerie galt als eine derjenigen, die besonders gut gegen ein Feuer gewappnet waren, da die Lagerhäuser bei Heaven Hill besonders weit auseinander stehen. Starker Wind an dem Tag allerdings sorgte dafür, dass die Flammen von einem Lagerhaus auf das nächste überspringen konnte. Die Lagerhäuser selbst bestanden wie in vielen anderen Destillerien auch aus einem Holzgerüst, das von dünnen Metallplatten bedeckt war. Da die Lagerhäuser auch auf einem kleinen Hügel stehen und das Feuer in einem Lagerhaus auf der Spitze des Hügels ausbrach, lief brennender Whiskey den Hügel hinunter auf andere Lagerhäuser zu. Der brennende Whiskey lief aus und fast eine Quadratmeile Gelände waren unzugänglich, da Flüsse aus brennendem Whiskey den Zugang versperrten. Der Auslöser des Feuers konnte nicht geklärt werden, vor allem da der sehr heiß verbrennende Whiskey alle Spuren zerstörte.
Nach dem Brand konnte Heaven Hill die Produktionsstätten der benachbarten Destillerien von Jim Beam und Brown-Forman benutzen. Anstatt die Anlagen wieder aufzubauen, kaufte Heaven Hill im Jahr 2000 schließlich die 1992 neu gebaute Bernheim Brennerei von Diageo in Louisville, Kentucky.
Old Bernheim war ein traditioneller Whiskey-Hersteller in Louisville, dessen Destillerie im Besitz von United Destillers war. United Destillers baute 1992 an selber Stelle eine neue Brennerei. Nach dem Zusammenschluss von United Distillers und Grand Metropolitan 1997 zu Diageo veränderte sich das Geschäftskonzept von Diageo, und diese benötigte keine eigene Whiskeybrennerei mehr.
Heaven Hill gärt und brennt in Louisville, während weiterhin in Bardstown gelagert und verpackt wird. In Bardstown befindet sich das Bourbon Heritage Centre, ein Besucherzentrum, ebenso wie die Lagerhäuser von Heaven Hill, wo mit 900.000 Fässern der zweitgrößte Lagerbestand der Welt an Bourbon existiert.

## Produkte
Heaven Hill produziert aus zwei verschiedenen Grundmaischen – beide enthalten Mais und gemalzene Gerste, eine wird um Roggen, die andere um Weizen ergänzt. Ein typischer mit Roggen gebrannter Bourbon ist der nach einem der ältesten Destillateuren von Kentucky benannte Evan Williams, ein typischer mit Weizen gebrannter Bourbon ist Old Fitzgerald. International am bekanntesten ist Heaven Hill für die Premium-Whiskeys Elijah Craig und Evan Williams. Weitere Bourbons aus Lexington/Bardstown sind der Very Special Old Fitzgerald, Fighting Cock, Cabin Still, Henry McKenna Single Barrel und Heaven Hill Old Style. An Corn Whiskeys stellt Heaven Hill sowohl Whiskeys her, die längere Zeit gelagert sind – wie Mellow Corn – und solche, die kaum ein Fass von innen sehen – wie Georgia Moon. Mit Bernheim Original Straight produziert Heaven Hill den einzigen Wheat Whiskey einer größeren Destillerie und hat auch diverse Rye Whiskeys im Angebot: Rittenhouse Rye und Pikesville Supreme Straight. Außerdem produziert die Destillery weitere Spirituosen wie Rum, Gin, Likör und Tequila.